# Josep Bofill i Moliné
Josep Bofill i Moliné (Barcelona, 1942) és un escultor i pintor català, amb el nom artístic de Pep Bofill, fill de Josep Bofill i Herrero i net Antoni Moliné i Sibil, pessebristes reconeguts i fundadors de l'Escola de Barcelona de pessebristes.

## Biografia
Bofill ingressà a l'Escola d'Arts i Oficis el 1958, obtenint el diploma d'honor. Els seus primers encàrrecs van ser escultures religioses. Ja abans havia ajudat al seu pare a pintar els frescos de l'ermita de Sant Andreu. La seva evolució i creació ha transcorregut des del naturalisme, allunyant-se de la idealització de la figura humana, sempre protagonista de la seva obra, cap a un major realisme.
Ha utilitzat gran diversitat de materials escultòrics (resina, ferro, ciment, bronze,...) i procediments pictòrics, realitzant moltes obres amb tècniques mixtes. Ha participat en exposicions individuals o col·lectives, des del 1983.

## Obra
- Escenari, tècnica mixta sobre metacrilat, Fundació Vila Casas, 1971.[4]
- Al·legoria de Sant Jordi, escultura al Palau de la Generalitat, Barcelona, 1983.[5]
- Monument a Mercè Rodoreda, escultura al cementiri de Romanyà de la Selva, 1984.[6]
- L'Alba i el Capvespre, escultura a la plaça de l'Església, Vallromanes, 1989.
- Monumento a San Braulio, escultura a la plaça de San Braulio, Saragossa, 1989.[7]
- Monument Funerari, Oriola, 1992,[8]
- Monument Reflexió, escultura a la plaça del Planell, Linyola, 1995.[9]
- Una porta a la salut, escultura a l'Hospital de la Vall d'Hebron, Barcelona, 2013.[10]

## Galeria d'imatges

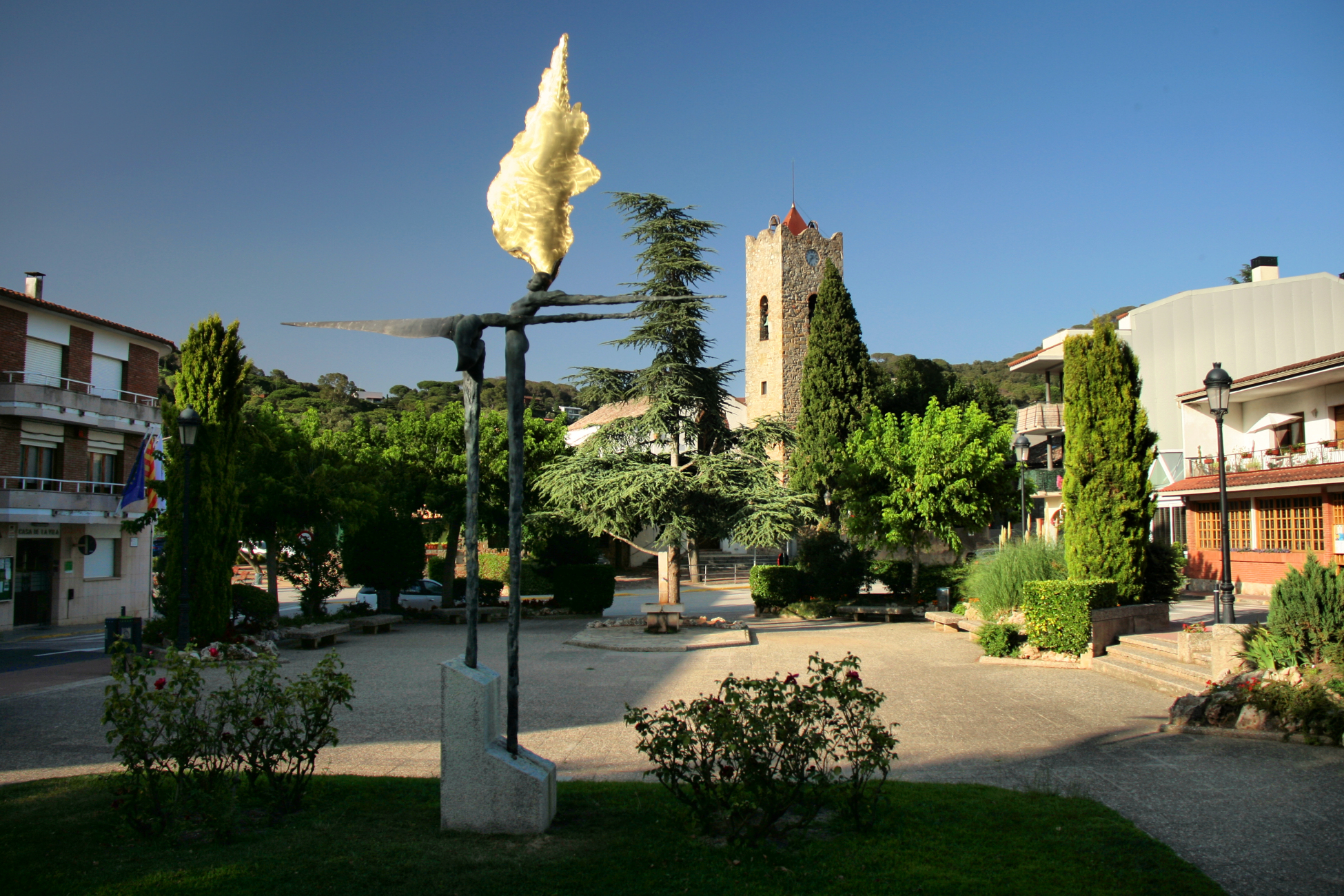
L'Alba i Capvespre, a Vallromanes
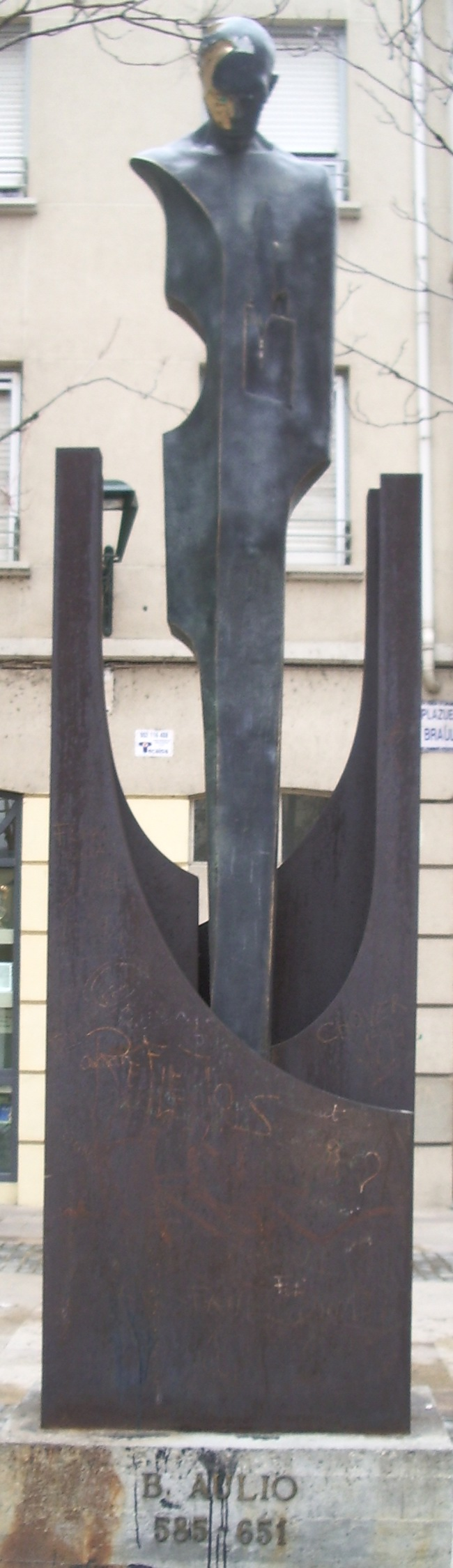
Monumento a San Braulio, Saragossa
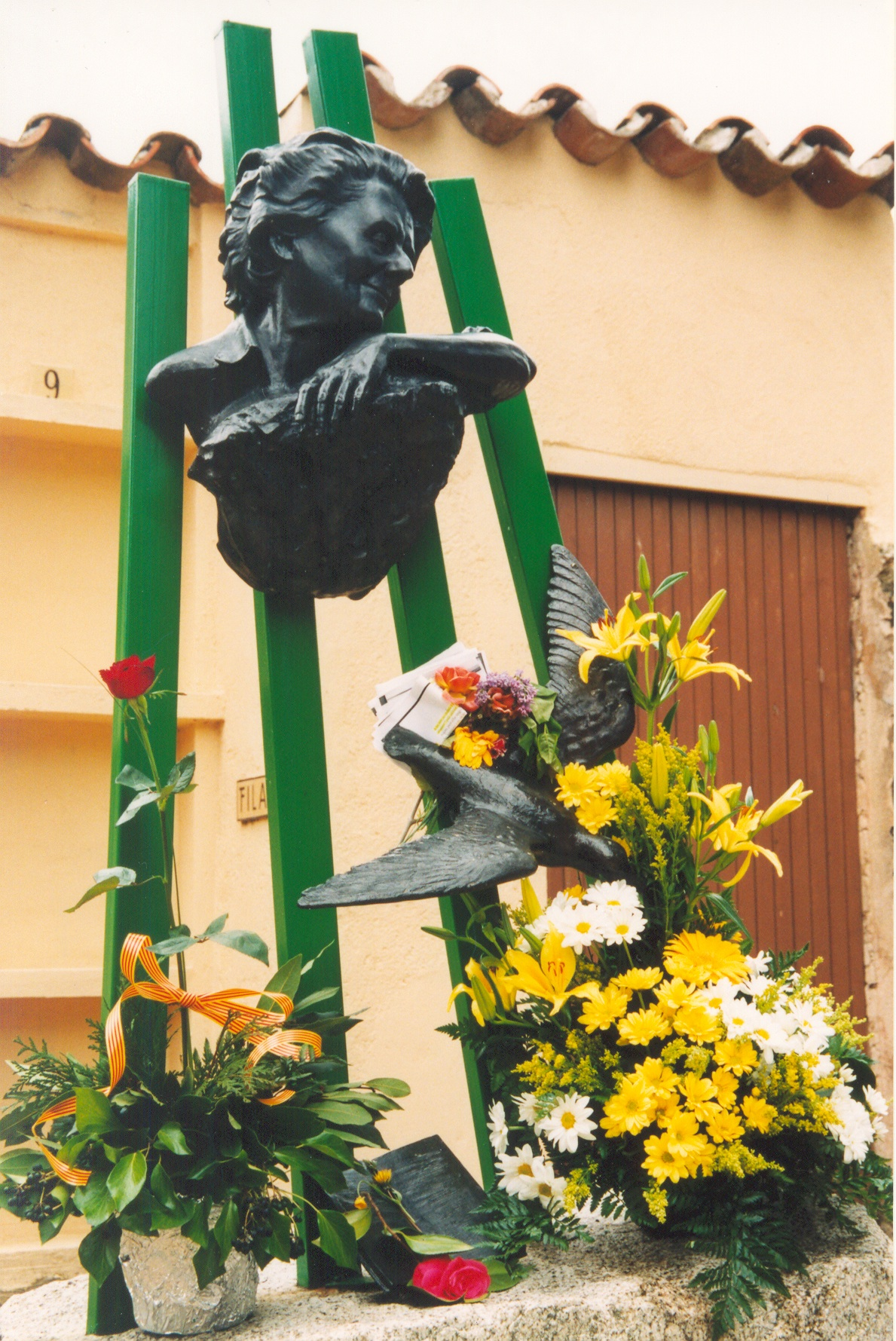
Monument a Mercè Rodoreda, Linyola
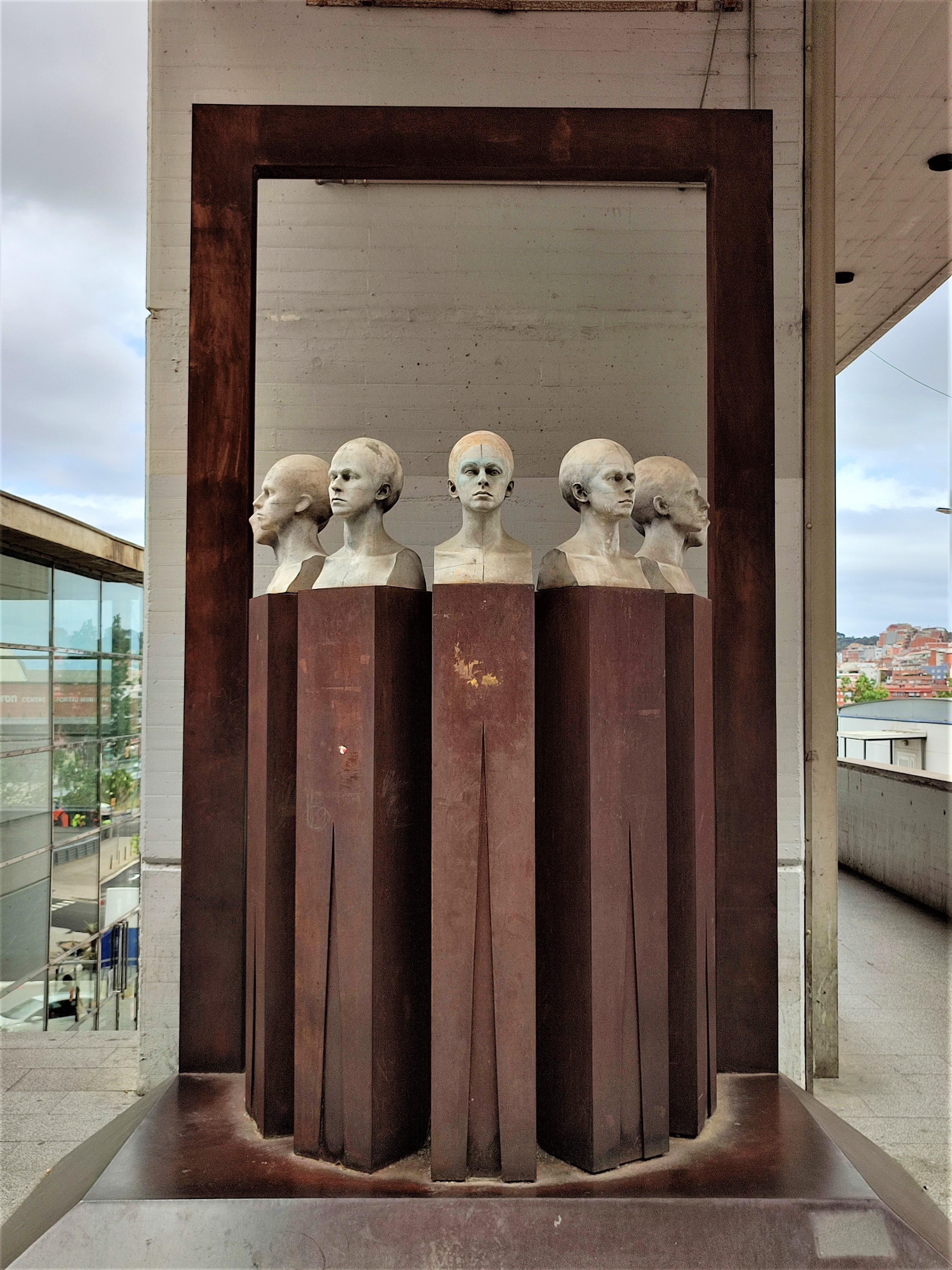
Una porta a la salut, Hospital de la Vall d'Hebron